# Alberto Munárriz
Alberto Munárriz Egaña  (Pamplona, 19 de mayo de 1994) es un jugador de waterpolo español. Disputó los Juegos Olímpicos de Río de Janeiro 2016 con España, obteniendo un séptimo puesto y un cuarto puesto en los juegos de Tokio 2020 con diploma olímpico.

## Trayectoria
Alberto Munárriz se formó en su Pamplona natal jugando en el Larraina y en el Waterpolo Navarra. En el año 2013 juega su primer campeonato internacional con España, en el Europeo del año 2013 y ficha por el C.N. At. Barceloneta.

## Participaciones en Juegos Olímpicos
- Río de Janeiro 2016, puesto 7.
- Tokio 2020, puesto 4.